# Peru az 1976. évi nyári olimpiai játékokon
Peru a kanadai Montréalban megrendezett 1976. évi nyári olimpiai játékok egyik részt vevő nemzete volt. Az országot az olimpián 2 sportágban 13 sportoló képviselte, akik érmet nem szereztek.

## Atlétika
Női
| Versenyző     | Versenyszám | Előfutam | Előfutam | Előfutam | Elődöntő | Elődöntő | Elődöntő | Döntő   | Döntő    |
| Versenyző     | Versenyszám | Idő      | Hely.    | Össz.    | Idő      | Hely.    | Össz.    | Idő     | Helyezés |
| ------------- | ----------- | -------- | -------- | -------- | -------- | -------- | -------- | ------- | -------- |
| Edith Noeding | 100 m gát   | 14,14    | 5.       | 21.      | kiesett  | kiesett  | kiesett  | kiesett | kiesett  |

| Versenyző     | Versenyszám | 100 m gát | 100 m gát | Súlylökés | Súlylökés | Magasugrás | Magasugrás | Távolugrás       | Távolugrás       | 200 m         | 200 m         | Végeredmény   | Végeredmény   |
| Versenyző     | Versenyszám | Idő       | Pont      | Eredmény  | Pont      | Eredmény   | Pont       | Eredmény         | Pont             | Idő           | Pont          | Pont          | Helyezés      |
| ------------- | ----------- | --------- | --------- | --------- | --------- | ---------- | ---------- | ---------------- | ---------------- | ------------- | ------------- | ------------- | ------------- |
| Edith Noeding | Ötpróba     | 14,06     | 970       | 11,41 m   | 622       | 164 cm     | 783        | nem állt rajthoz | nem állt rajthoz | nem ért célba | nem ért célba | nem ért célba | nem ért célba |

## Röplabda

### Női
| Perui női röplabdacsapat-játékoskeret                                                                           | Perui női röplabdacsapat-játékoskeret                                                              |
| --- | -------------------------------------------------------------------------------------------------- |
| - Gaby Cárdeñas - Ana Cecilia Carrillo - María Cecilia del Risco - María Cervera - Irma Cordero - Delia Córdova | - Luisa Fuentes - Mercedes Gonzáles - Luisa Merea - Teresa Nuñez - María Ostolaza - Silvia Quevedo |

#### Eredmények
Csoportkör
A csoport
|                    |      | Mérkőzések | Mérkőzések | Szettek | Szettek | Szettek | Pontok | Pontok | Pontok |
| Csapat             | Pont | Gy         | V          | Sz+     | Sz–     | SzA     | P+     | P–     | PA     |
| ------------------ | ---- | ---------- | ---------- | ------- | ------- | ------- | ------ | ------ | ------ |
| Japán (JPN)        | 6    | 3          | 0          | 9       | 0       | MAX     | 135    | 43     | 3,140  |
| Magyarország (HUN) | 5    | 2          | 1          | 6       | 5       | 1,200   | 120    | 132    | 0,909  |
| Peru (PER)         | 4    | 1          | 2          | 4       | 8       | 0,500   | 124    | 154    | 0,805  |
| Kanada (CAN)       | 3    | 0          | 3          | 3       | 9       | 0,333   | 113    | 163    | 0,693  |

| 1976. július 19. 19:30 | Kanada (CAN)                      | 2 – 3 | Peru (PER) |  |
| 1976. július 19. 19:30 | (15–12, 4–15, 10–15, 15–7, 12–15) |       |            |  |

| 1976. július 21. 15:30 | Peru (PER)         | 0 – 3 | Japán (JPN) |  |
| 1976. július 21. 15:30 | (7–15, 4–15, 9–15) |       |             |  |

| 1976. július 23. 15:30 | Magyarország (HUN)        | 3 – 1 | Peru (PER) |  |
| 1976. július 23. 15:30 | (7–15, 15–8, 15–3, 16–14) |       |            |  |

Az 5–8. helyért
| 1976. július 26. 15:00 | Peru (PER)                      | 2 – 3 | NDK (GDR) |  |
| 1976. július 26. 15:00 | (11–15, 9–15, 15–8, 15–8, 8–15) |       |           |  |

A 7. helyért
| 1976. július 27. 12:00 | Kanada (CAN)              | 1 – 3 | Peru (PER) |  |
| 1976. július 27. 12:00 | (9–15, 15–12, 4–15, 7–15) |       |            |  |

| Csapat     | Helyezés |
| ---------- | -------- |
| Peru (PER) | 7.       |